# Ustilago maydis

huitlacoche o cuitlacoche (Ustilago maydis)

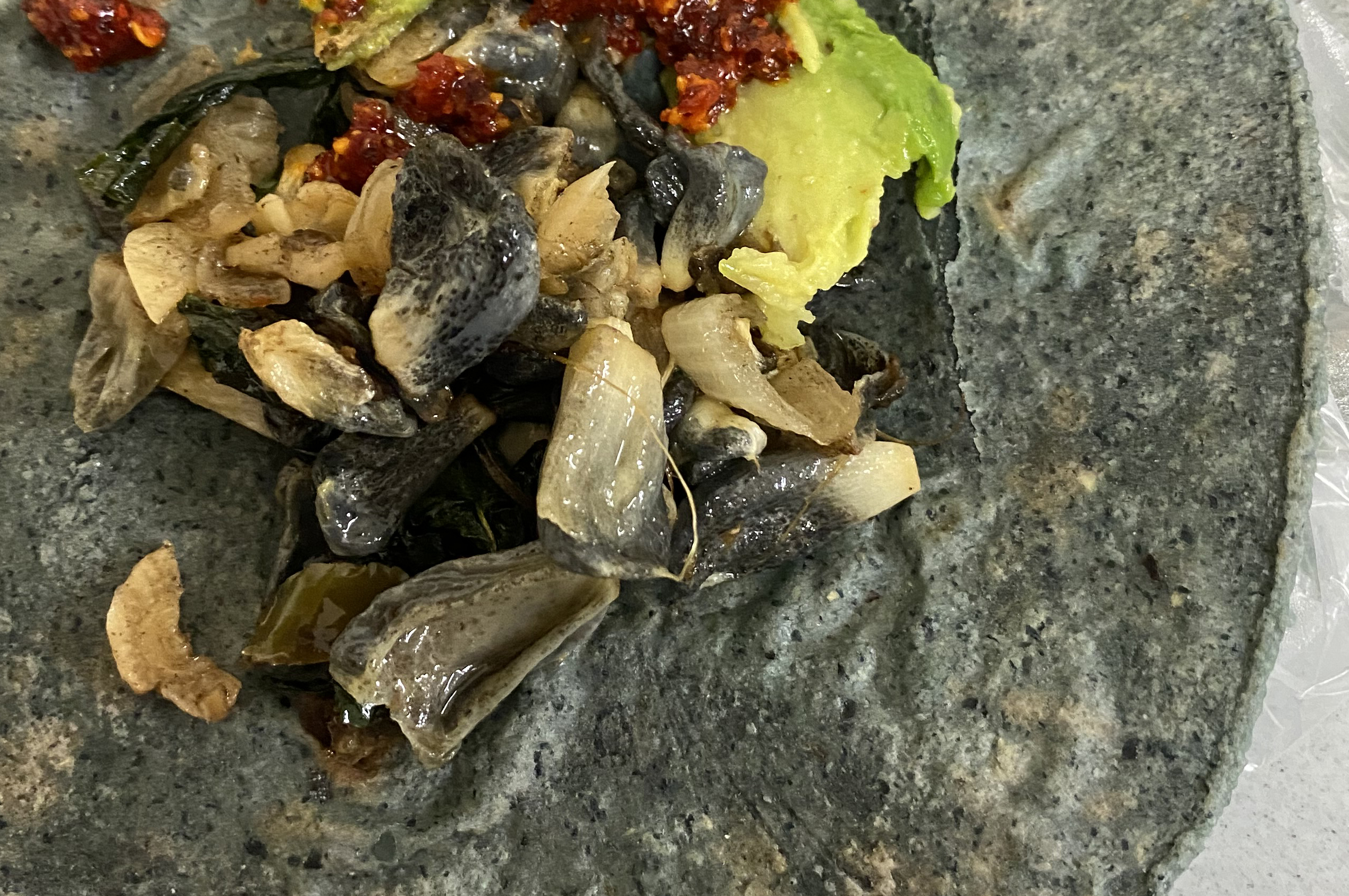
Huitlacoche guisado y acompañado de aguacate rebanado y salsa de chile de árbol sobre una cama de tortilla de maíz azul

El huitlacoche o cuitlacoche (Ustilago maydis), es un hongo de la familia Ustilaginaceae, que crece entre los granos del maíz. Es originario y utilizado en la cocina de México, donde existe una cultura ancestral de la siembra de maíz y se le  considera un manjar, o comida de los dioses.

## Etimología
Se han propuesto como posibles orígenes etimológicos del término:
- Luis Cabrera Lobato, en su Diccionario de aztequismos, afirma que la palabra huitlacoche o huitacoche es una forma errónea derivada de cuitlacoche, que en náhuatl clásico hace referencia a un ave (Harporhynchus longirostris Schl) que se alimenta al ras del suelo de la milpa. Esta ave tendría la costumbre de dormir sobre los estercoleros del ganado, de donde le vendría el nombre de cuítlatl, «excremento», y cochi, «dormir». La semejanza de la mazorca infectada con Ustilago maydis con esta ave es quizá la causa de que este término se aplique como nombre al hongo.[cita requerida]. U otro de los nombres más aceptados es Cuicacoche del náhuatl clásico Cuica = «Canto» y Cochi = «Dormir», Cuicacochi = «El que canta antes de dormir».

- Del análisis morfo-sintáctico de la palabra, primeramente está el verbo cochi, que significa «duerme», mientras que el sustantivo cuitlatl es malinterpretado como «excremento»; sin embargo, la raíz cuitlatl más bien se refiere a una excrecencia; de esta manera, la palabra cuitlacochi se refiere a la característica del hongo que crece entre los granos del maíz, impidiendo que se desarrollen, permaneciendo de esta manera «dormidos».[5]
- El término "Chumo" usado en el Perú es quechua y significa "insípido".

## Descripción
Es un hongo que parasita plantas de maíz (Zea mays), produciendo tumores de hasta 10 cm en las inflorescencias. Primero es de color blanco y luego pasa a negro, hecho por el que se le llama «carbón de maíz», que es el color que dan las esporas de resistencia, las teliosporas, una vez formadas. Crea soros en tallos, hojas e inflorescencias (tanto masculinas como femeninas) a modo de póstulas o manchas irregulares de tamaños considerables, al principio cubiertos por una membrana lisa, fina, grisácea, que luego se hace parda y rompe liberando la masa de esporas.
El carbón común del maíz causado por Ustilago maydis, se identifica fácilmente por las agallas tipo tumor que se forman en los tejidos en activo crecimiento. Estas contienen una masa oscura, pulverulenta de teliosporas (esporas del carbón). Las agallas jóvenes se consideran comestibles y en México se conoce a la comida como Huitlacoche.

## Diagnóstico
Aunque Ustilago maydis es un patógeno vegetal biotrófico, puede cultivarse fácilmente en condiciones axémicas para producir un inóculo estandarizado. Para realizar pruebas de patogenicidad, las infecciones pueden llevarse a cabo en condiciones de laboratorio mediante la inoculación con jeringa en todos los órganos aéreos del maíz. Puede ocurrir en todas las regiones; pero puede ser más grave en climas húmedos y templados. La enfermedad causa daños más graves en plantas jóvenes, en activo crecimiento y puede producir enanismo o la muerte de las mismas. Los daños en híbridos susceptibles pueden ser muy significativos.

## Síntomas y signos
Ustilago maydis infecta al maíz (Zea mays) y al teosinte (Zea mexicana). El nombre de carbón común del maíz deriva de la masa oscura de teliosporas que se encuentra dentro de las agallas. El síntoma más prominente son las agallas, tipo tumores que van desde 1 cm. a más de 30 cm de diámetro. Todos los tejidos meristemáticos son susceptibles a la infección. Las agallas se forman frecuentemente en las espigas femeninas y masculinas, tallos, nudos y hojas como consecuencia de infecciones.
Las agallas consisten en tejido fúngico, al principio blanco y luego gris a la madurez. En este último estado se forman en el interior una masa oscura, formada por las teliosporas del hongo que se liberan por ruptura de la agalla. Las agallas en los tejidos, se empiezan a visualizar luego de 10-14 días después de producirse la infección en los tejidos. Con la deshidratación de las agallas se libera una masa oscura pulverulenta de esporas. El número y localización de las agallas depende de la edad de las plantas y el momento de la infección. Las agallas formadas en la semilla resultan de infecciones en los ovarios y generalmente son afectados los granos de la punta de la espiga.

## Ciclo de la Enfermedad
El hongo sobrevive al invierno como teliosporas Célula dicariotica en el rastrojo o sobre el suelo. Se estima de que una sola agalla contiene más de 200 billones de esporas, estas pueden permanecer viables por varios años y pueden ser diseminadas por viento o gotas de lluvia, o pueden germinar para formar basidiosporas haploide que también se diseminan por viento o gotas de lluvia. Las basidiosporas se conjugan para formar un micelio dicariotico que penetra los tejidos del hospedante en infecciones localizadas. Cualquier tejido meristemático, en activo crecimiento puede ser infectado sobre el suelo.
Las agallas comienzan a formarse dentro de la semana de infección y crecen hasta las 3 semanas de producirse el ataque a los tejidos. Teliosporas producidas en estas agallas no son importantes como inóculo en la estación de crecimiento del maíz. Sin embargo, después de invernar, sobre el rastrojo o el suelo constituyen el inóculo para los cultivos siguientes.
Parece ser que las teleutosporas liberadas en las agallas, resultan en inóculo más que suficiente en la naturaleza. Algunas veces puede ocurrir el carbón común en campos donde no existieron cultivos de maíz por varios años. El carbón común ocurre cuando se presentan en el cultivo tiempo húmedo y lluvioso y numerosos trabajos indican un incremento importante del número de agallas en el cultivo si se producen heridas en los tejidos, (provocada por caída de granizo o daño mecánico por herramientas, o por arena en tormentas con fuertes vientos). Las heridas inducen la división y alargamiento celular, incrementando la susceptibilidad al patógeno.
Los factores que reducen la producción de polen o inhiben la polinización también incrementan la infección porque los ovarios de la espiga están protegidos del ataque del carbón después de ser fertilizados, debido a que las barbas o estigmas adheridas a los ovarios fertilizados mueren y no son susceptibles a la infección.
Las condiciones secas y calurosas causan a menudo una falta de sincronización entre la producción de polen y las barbas de la espiga resultando en una mala polinización. Agallas en la espiga de Ustilago maydis serán más frecuentes si las esporas del carbón se diseminan rápidamente sobre los estigmas del ovario no fertilizado inmediatamente después de condiciones secas y calurosas. Muchos investigadores asocian la presencia de agallas con condiciones de sequía, porque incrementa el número de ovarios no fertilizados.

## Tratamiento de la enfermedad
Varios métodos de manejo se han desarrollado para controlar el carbón común. Estos incluyen: rotación de cultivos (cuestionable, porque las esporas sobreviven por varios años), tratamiento en semilla con fungicidas (protección solamente en las primeras semanas), modificación de la fertilidad del suelo y control biológico. Sin embargo, solamente el uso de híbridos resistentes es el método más práctico y efectivo para controlar la enfermedad. No existen líneas de maíz inmune a la infección por Ustilago maydis. Las líneas de maíces dulces tienden a ser más susceptibles al carbón común que los otros maíces.

## Uso culinario
El huitlacoche se alimenta de la planta de maíz y disminuye el rendimiento. Los cultivos infectados a menudo se destruyen, sin embargo, los granos infectados aún son comestibles, y en lugares como México son muy apreciados como un manjar, siendo conservadas y vendidas a un precio significativamente más alto que el maíz no infectado. El consumo del huitlacoche se origina directamente en la cocina azteca. Para uso culinario, se cosecha cuando aún está inmaduro. Al ser recolectado dos o tres semanas después de que se infecta una mazorca de maíz aún retiene la humedad y, cuando se cocina, tiene un sabor que ha sido descrito como similar a un hongo: dulce, salado, leñoso y terroso. 

### Recetas
La forma más popular de consumir al huitlacoche es en quesadillas, cebollas salteadas y tomates, acompañado de salsa picante.

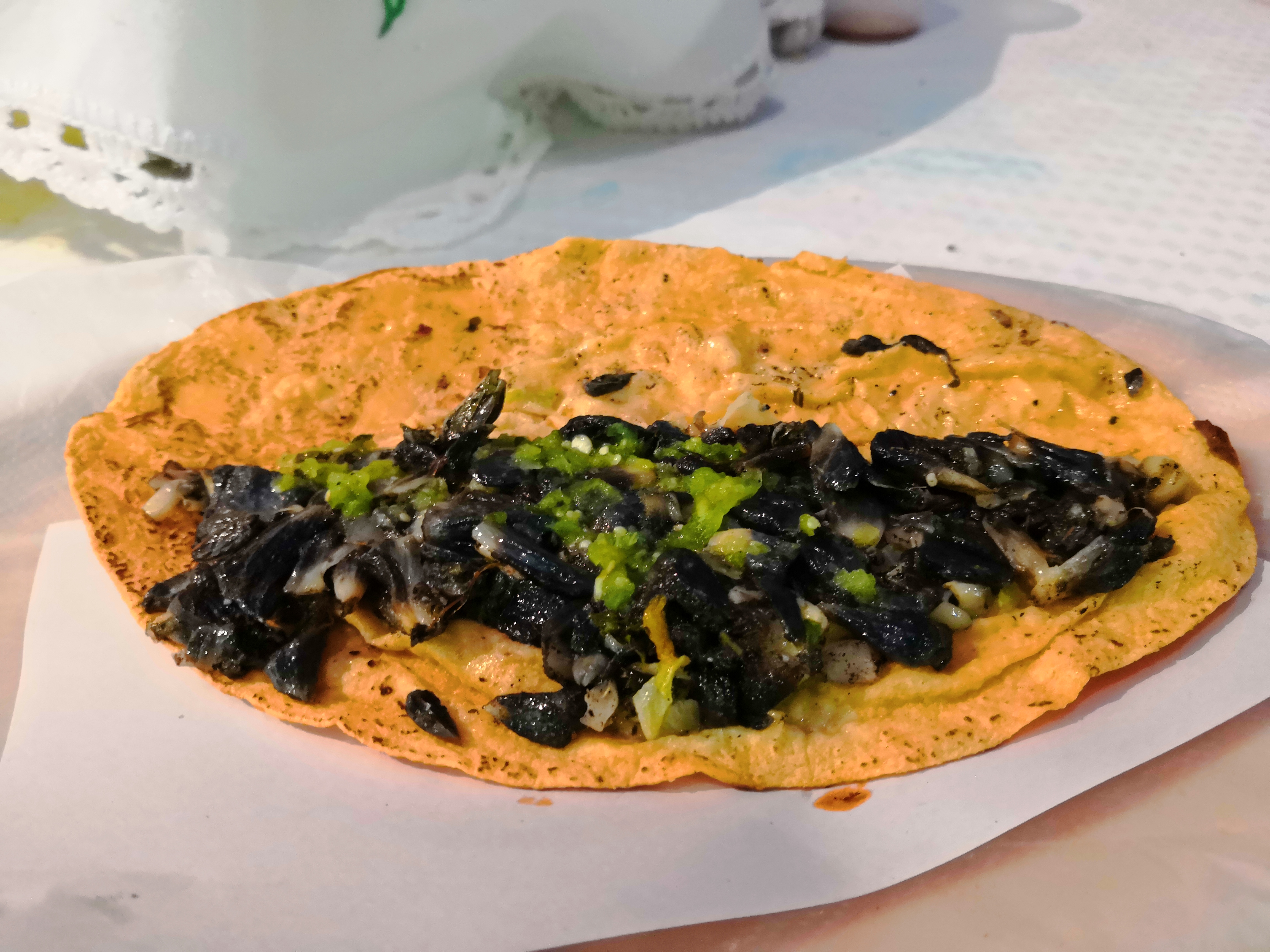
Quesadilla de huitlacoche, tal como se suele servir en el centro de México.

Otro favorito de los mayas en la Riviera Maya (de Cancún a Tulum) es agregar huitlacoche a los omelettes. Una vez más, sus sabores terrosos se unen con las grasas que cocinan los huevos para suavizar los sabores a un sabor a trufa.
Se puede preparar un sencillo succotash estilo mexicano con chorizo, cebolla, ajo, chile serrano, huitlacoche y camarones con salsa taquera. Los sabores suaves y terrosos del huitlacoche se combinan muy bien con las grasas del chorizo y se unen para suavizar el picor de los pimientos y la salsa.
El color azulado se transforma en el reconocible color negro solo con calor. Cualquier plato con huitlacoche debe incluir una cocción lenta del hongo hasta que se vuelva negro, lo que también elimina la mayor parte del almidón del maíz, y lo que queda es una pasta negra y aceitosa.

### Disponibilidad
En México, el huitlacoche se consume mayoritariamente fresco y se puede comprar en restaurantes o mercados callejeros o supermercados, principalmente en el centro del país y, en mucha menor medida, también se puede comprar enlatado en algunos mercados y por internet. En algunas partes del país le llaman al hongo "hongo de maíz".

## Otros Usos
- Medicinal: se utiliza para facilitar las labores del parto por su carácter oxitócico. También se ha utilizado para curar las irritaciones del ovario, amenorreas, dismenorreas, metrorragia, tónico hepático, estomacal e intestinal, contra úlceras gástricas y hepáticas.
- Industrial: la aplicación de polvo de esporas sobre la madera la oscurece y le da un aspecto envejecido que hace aumentar su valor comercial en algunos muebles.[9]